# Чернобабов
Чернобабов — хутор в Тбилисском районе Краснодарского края Российской Федерации.
Входит в состав Нововладимировского сельского поселения.

## Население
| 2002 | 2010 |
| ---- | ---- |
| 100  | ↘75  |

- ул. Степная.